# زيتون أجلاندوا
زيتون أجلانداو، هو أحد أهم أصناف أشجار الزيتون الموجودة في فرنسا.

## الانتشار

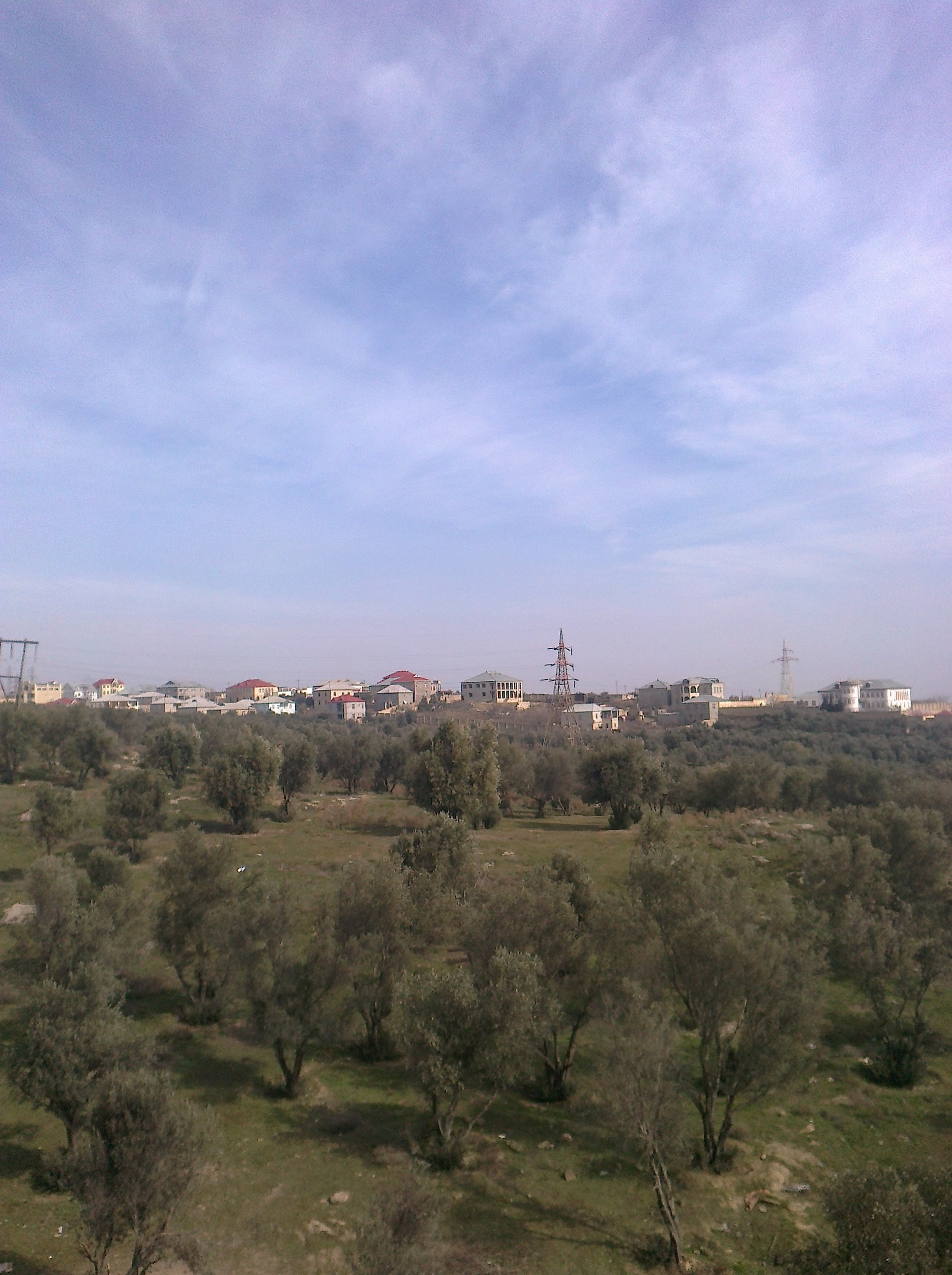
بستان زيتون

يزرع في المقام الأول في بروفانس، ولكن أيضًا في أماكن بعيدة مثل أذربيجان وأوكرانيا. يُستخدم هذا الزيتون في المقام الأول لإنتاج الزيت، ولكن يمكن أيضًا تناوله. عند استخدامها كزيتون للمائدة، وله مذاق طيب.

## الزراعة
يعتبر من الأصناف متوسطة الإنتاجية، وله قدرة تجذير جيدة، تحمل الشجرة فترة السنتين، أي أن العائد الجيد يتبعه عائد أضعف في العام التالي. ويمكن التحكم في ذلك إلى حد كبير من خلال التقليم، وهي عرضة لبعض الآفات البيولوجية، مثل حشرة الزيتون ذات القشور السوداء Saissetia oleae، والعفن السخامي، وفطر تبقع أوراق الزيتون Spilocaea oleaginea. من ناحية أخرى، فإن مقاومتها لـ Verticillium dahliae وPseudomonas syringae جيدة. لديها قدرة جيدة على تحمل الجفاف. 